# Mark Sacks
Mark Sacks (ur. 29 grudnia 1953, zm. 17 czerwca 2008) – brytyjski filozof.

## Życiorys
Urodził się w Republice Południowej Afryki, w 1967 roku rodzice przenieśli się do Izraela. Studiował filozofię na Uniwersytecie Hebrajskim w Jerozolimie, po czym przez trzy lata służył w armii izraelskiej. Podczas służby pracował m.in. w biurze adiutanta dowództwa centralnego, odpowiedzialnego za rozmieszczenie wojsk w wojnie Jom Kippur z 1973 roku. Odbył studia i obronił doktorat na King's College w Cambridge, gdzie pracował pod kierunkiem Bernarda Williamsa, po czym otrzymał roczne stypendium naukowe na Uniwersytecie w Sheffield. Od 1992 roku do śmierci był związany z Uniwersytetem Essex w Colchester, gdzie był m.in. dziekanem Wydziału Filozofii. Mark Sacks był założycielem „European Journal of Philosophy”.

## Prace
- The World We Found. The Limits of Ontological Talk. (1989), La Salle: Open Court ISBN 0-8126-9100-8;
- Objectivity and Insight (2000), Oksford: Clarendon Press ISBN 0-19-925665-9

## Życie prywatne
Żonaty z Lucy O'Brien, również filozofką, z którą miał dwoje dzieci, Benjamina i Mayę.